# Cassandra Harris
Cassandra Harris (nombre artístico de Sandra Colleen Waites; Sídney, 15 de diciembre de 1948 - Los Ángeles, 28 de diciembre de 1991) fue una actriz australiana. 
Cassandra trabajó en filmes de cierto éxito internacional como The Greek Tycoon, con Anthony Quinn y Jacqueline Bisset y en la serie de televisión Remington Steele, protagonizada por Pierce Brosnan, con quien estuvo casada entre 1980 y 1991.
Fue una chica Bond en For Your Eyes Only (en español: Sólo para sus ojos), en el papel de una condesa muerta una noche de amor con James Bond (entonces Roger Moore). Fue durante el rodaje cuando Brosnan, que entonces tenía 28 años, conoció al productor de la serie Bond, Albert 'Cubby' Broccoli, que más tarde lo invitaría a ser el agente 007 en el cine.
Tuvo tres hijos: Christopher y Charlotte, de su matrimonio con Dermot Harris (entre 1970 y 1978), y Sean (n. 1983), de su matrimonio con Brosnan. Los dos primeros fueron adoptados por Brosnan tras la muerte de Dermot Harris en 1986.
Harris fue diagnosticada de cáncer de ovarios en 1987 y luchó contra la enfermedad hasta que falleció el 28 de diciembre de 1991, a los 43 años. Su hija, Charlotte, también murió de cáncer de ovarios, el 1 de julio de 2013, a la edad de 41 años.